# Polyandrocarpa zorritensis
Polyandrocarpa zorritensis is een zakpijpensoort uit de familie van de Styelidae. De wetenschappelijke naam van de soort werd in 1931 als Stolonica zorritensis voor het eerst geldig gepubliceerd door Van Name.

## Verspreiding
Polyandrocarpa zorritensis is een koloniale zakpijpensoort, waarvan de kolonies bestaan uit een cluster van knotsvormige zoïden, verbonden door uitlopers. Deze soort werd in 1931 voor het eerst beschreven vanuit Zorritos in Peru, maar zijn gebied van oorsprong is onbekend; het kan de zuidoostelijke Atlantische Oceaan of de zuidwestelijke Stille Oceaan omvatten. Het heeft een brede wereldwijde verspreiding en werd geïntroduceerd aan de oost- en westkust van Noord-Amerika, Hawaï, de Middellandse Zee en Japan. Deze soort bevindt zich op zowel natuurlijke als door de mens gemaakte leefgebieden, en is te vinden op havendokken, scheepsrompen en mangroven. Van P. zorritensis is bekend dat het in Spanje de commercieel belangrijke Japanse oester (Crassostrea gigas) overwoekert; en de soort kan competitief dominant zijn in aangroeigemeenschappen in Zuid-Californië.